# Festett asztrild
A festett asztrild (Emblema pictum) a madarak osztályának a verébalakúak (Passeriformes) rendjébe, ezen belül a díszpintyfélék (Estrildidae) családjába tartozó Emblema nem egyetlen faja.

## Rendszerezése
A fajt John Gould angol ornitológus írta le 1842-ben, Emblema picta néven.

## Előfordulása
Ausztrália területén honos. Természetes élőhelyei a szubtrópusi és trópusi száraz szavannák, bokrosok és gyepek, valamint vidéki kertek. Állandó, nem vonuló faj.

## Megjelenése
Testhossza 11 centiméter.
|  |  |

## Életmódja
Magvakkal táplálkozik, de fogyaszt rovarokat is.

## Szaporodása
Fészekalja 3-4 fehér tojásból áll, melyen 14 napig kotlik.

## Természetvédelmi helyzete
Az elterjedési területe rendkívül nagy, egyedszáma pedig stabil. A Természetvédelmi Világszövetség Vörös listáján nem fenyegetett fajként szerepel.